# Oxyopes palliventer
Oxyopes palliventer là một loài nhện trong họ Oxyopidae.
Loài này thuộc chi Oxyopes. Oxyopes palliventer được Embrik Strand miêu tả năm 1911.